# Architecture en bois de Vologda

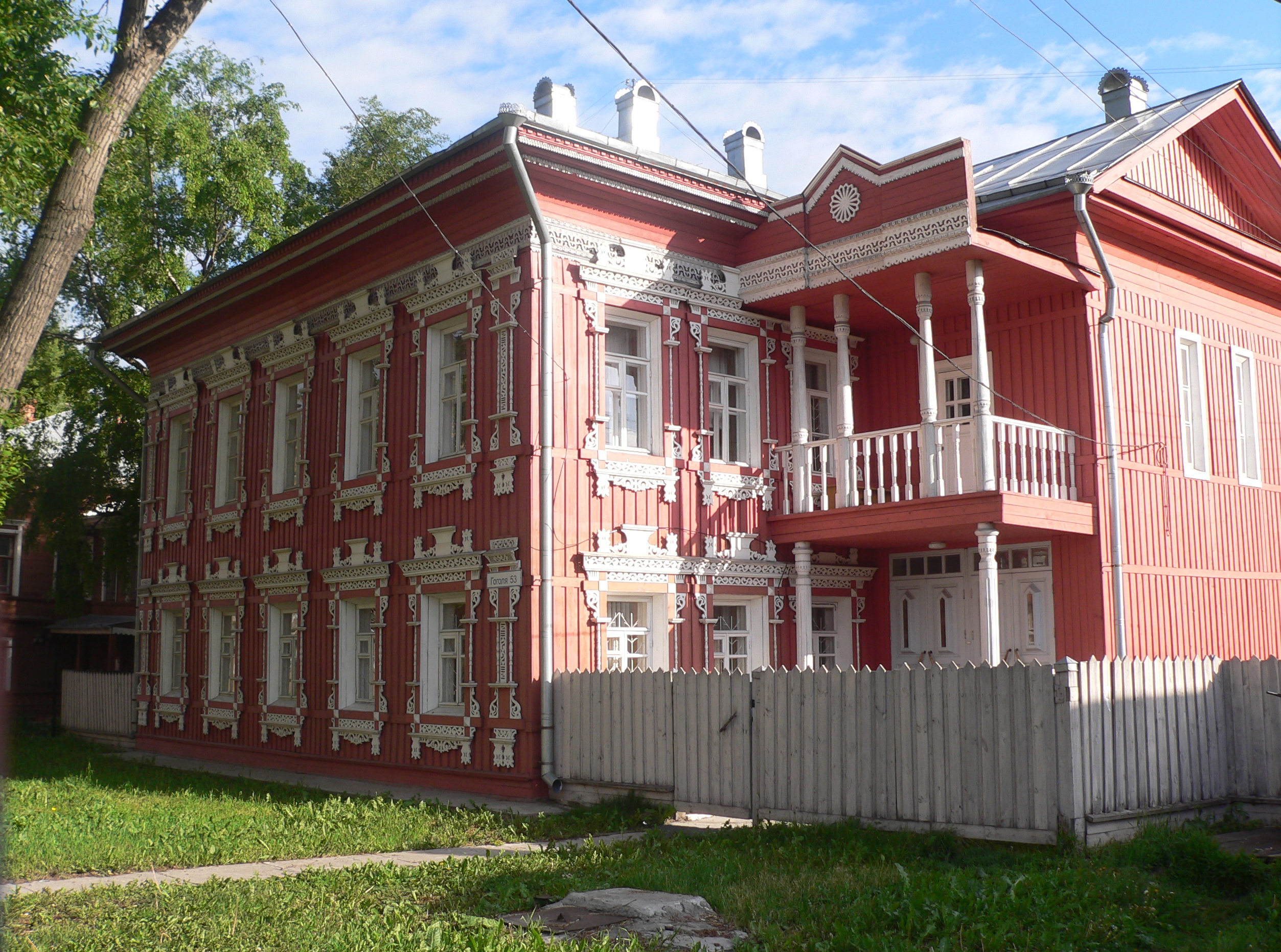
Maison en bois de type «Vologda» de 1895, après restauration

L'architecture en bois de Vologda (en russe : Вологодское деревянное зодчество), désigne un ensemble de styles et de tendances de l'architecture de Vologda de la fin du XVIIIe siècle au premier quart du XXe siècle. Ce riche patrimoine architectural en bois de la ville de Vologda est bien conservé. C'est un bel exemple d'architecture urbaine russe en bois. En ce début du XXIe siècle on y compte encore entre 105 et 170 édifices en bois. La ville présente les principaux types de maisons en bois datant du XIXe siècle au début du XXe siècle : des maisons de nobles, de marchands, de bourgeois. Quant aux styles représentés, on trouve le style classique, le style Empire, le style modern.
Il existait dans la ville, à la fin du XIXe siècle, début du XXe siècle un type particulier de maisons en bois qualifié de « type Vologda », à deux niveaux, en forme de parallélépipède, avec une cour contigüe et des loggias en façade.

## Histoire

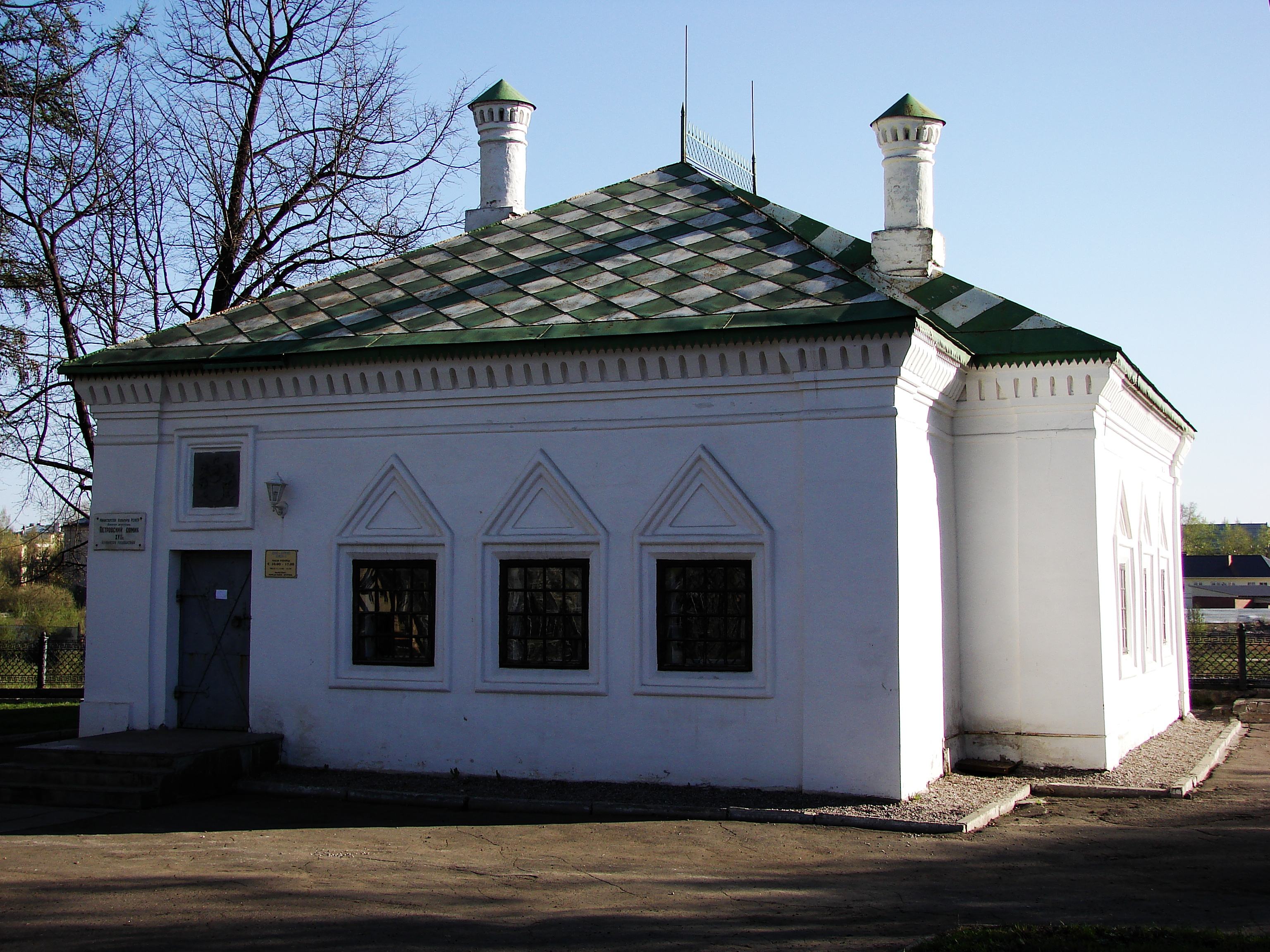
Maison de Pierre Ier (Vologda).

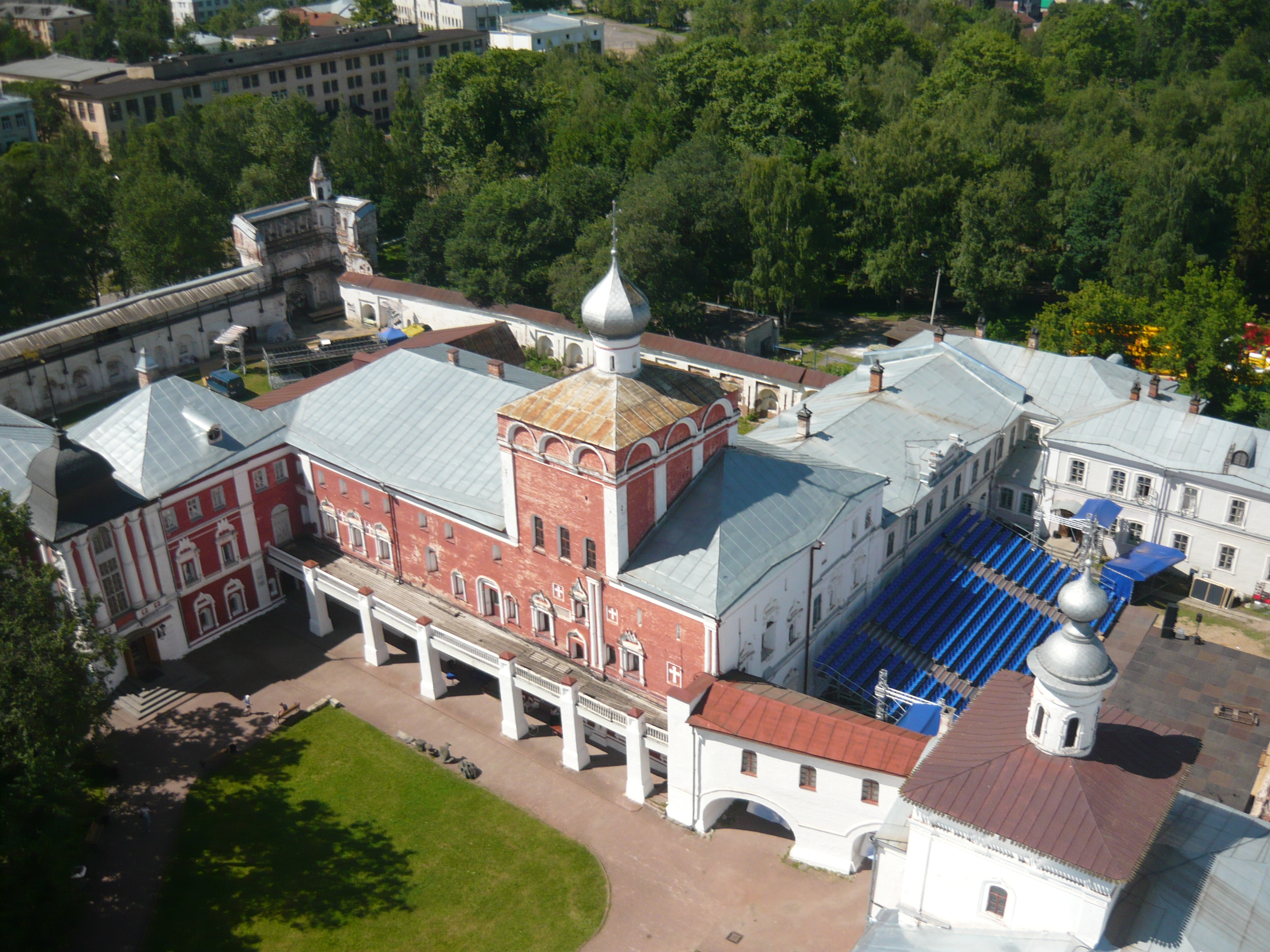
Cour de l'Archevêque (Vologda)

Avant le début du XVIIIe siècle, presque toutes les constructions de Vologda étaient en bois. On n'utilisait la pierre que pour les églises et quelques bâtiments municipaux de nature civile tels que la Maison de Pierre Ier le Grand, la Cour de l'Archevêque. La construction en bois s'imposa plus tard au milieu du XVIIIe siècle, après l'oukase de Pierre Ier le Grand de 1714 à 1722, qui interdisait d'utiliser la pierre en dehors de la ville de Saint-Pétersbourg dont la construction demandait de grandes quantités de pierre. Ces maisons en bois étaient des maisons d'habitation à deux niveaux sur des caves surélevées et dominées par un toit en pente raide. On trouvait autour d'elles une cour et une clôture qui les isolaient de la rue. Des dépendances consistaient en écuries, granges, remises pour voitures et communs.
La maison type de Vologda à l'origine a des traits communs avec les maisons du nord de la Russie,. Suivant le livre de recensement de l'année 1711, à côté des maisons sans étage, il en existait aussi à un ou deux étages qui servaient pour l'habitat ou pour les dépendances. Les étages de l'habitation du maître de maison étaient appelés : isba, gorenka, svytlitsa, chambres,,.
Une nouvelle étape dans le développement urbanistique de la ville apparaît à la fin du XVIIIe siècle, après l'adoption du premier plan général de la ville en 1781. Dans celui-ci, l'espace public est défini avec les limites précises de celui-ci sur lequel il est interdit de construire des immeubles privés. La rénovation de la vieille ville a été accélérée par l'incendie de 1773 et les inondations de 1779. Le projet envisageait la construction de maisons aussi bien en pierre qu'en bois. Mais le nombre de maisons en bois a diminué au profit de celui des maisons en pierre dans les années 1770 et 1780, à une époque où la ville se développait au sein du gouvernement de Vologda nouvellement constitué et des réformes de l'organisation administrative du territoire édictées par Catherine II, la même année 1796. Vers le début du XIXe siècle, le nombre de constructions en pierre diminue également du fait du déclin économique à cette époque.
Au XIXe siècle, on construit encore à Vologda des isbas. On n'y construit plus de fours, et on n'y dispose plus d'un foyer, mais d'un poêle ou d'une cuisinière à bois avec four incorporé. En 1842, pour diminuer les risques d'incendies, un décret interdit la construction de fours et oblige à installer une cheminée à laquelle est raccordé un poêle. En 1882, on dénombre encore à Vologda 1 806 maisons en bois et 125 seulement en pierre.
Alexandre Sazonov dans son ouvrage «Il n'y a qu'une seule ville comme cela en Russie » fait référence à la plus ancienne des maisons conservées : celle du numéro 38 rue Bourmaginikh à Vologda, qui date du milieu du XVIIIe siècle. Toutefois M. V. Kanine dans son article « Le mystère de la vieille maison » réfute cette datation et la reporte au XIXe siècle. Il est probable que la plus vieille maison date des années 1790 et que ce soit la maison Zassetski.

### Architecture en bois du XVIII — milieu du XIX s.

#### Maison de nobles
À partir du XVIIIe siècle l'architecture en bois de Vologda se développe suivant les tendances de l'architecture de l'époque, plutôt dominée par la construction en pierre. La noblesse russe construit surtout dans le style néoclassique. Dans les demeures en bois, les éléments essentiels étaient d'abord les colonnes du portique sur la façade au nombre de quatre, six ou huit colonnes. Puis le porche solennel orienté vers la cour.
Les propriétés des nobles sont regroupées dans la ville par société d'ordres principalement le long de la rue de Saint-Pétersbourg (actuelle rue de Léningrad), rue de la Haute Noblesse (actuelle rue d'Octobre - Oktiabrskaïa) et rue de la Noblesse de Catherine (actuelle rue Hertzen). Parmi les édifices remarquables de style néoclassique, on peut retenir surtout la maison Levachov, la maison des Zassetski et la maison Volkov.

Exemples de maisons d'aristocrates à Vologda au XVIII — milieu du XIX
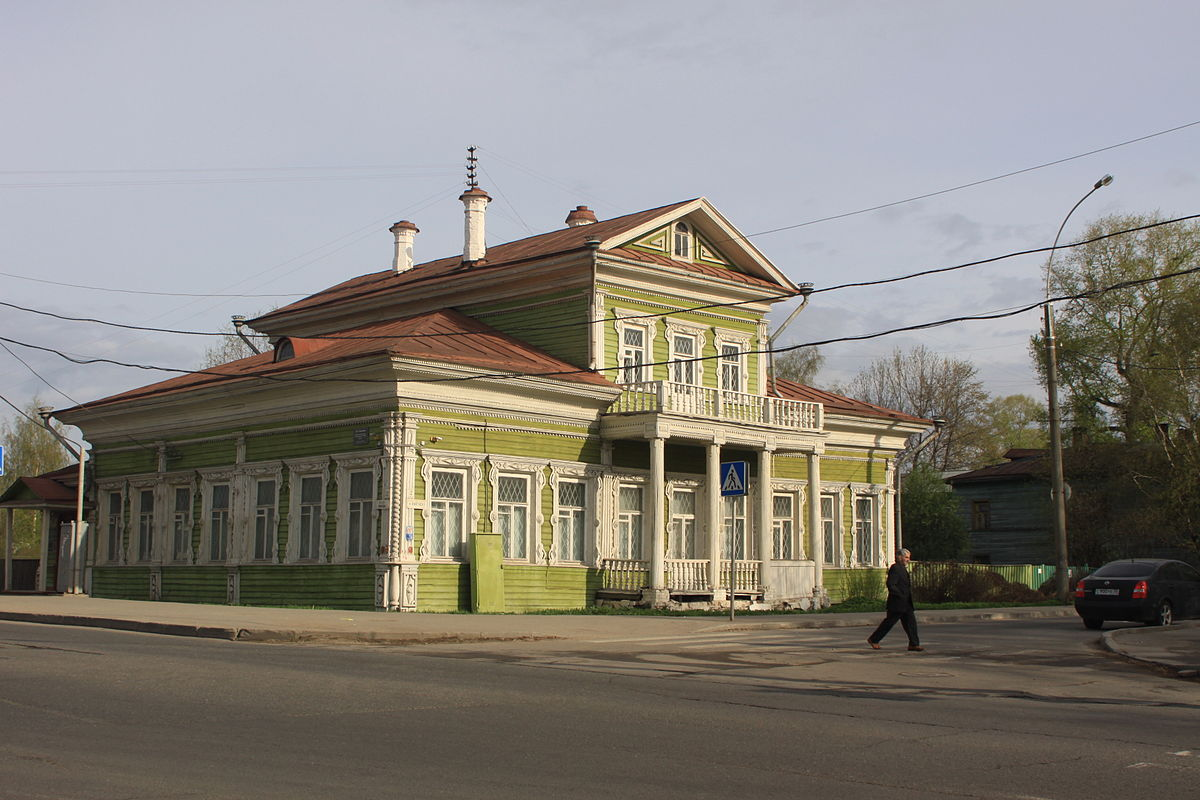
Maison Zassetski, la plus ancienne (1790)
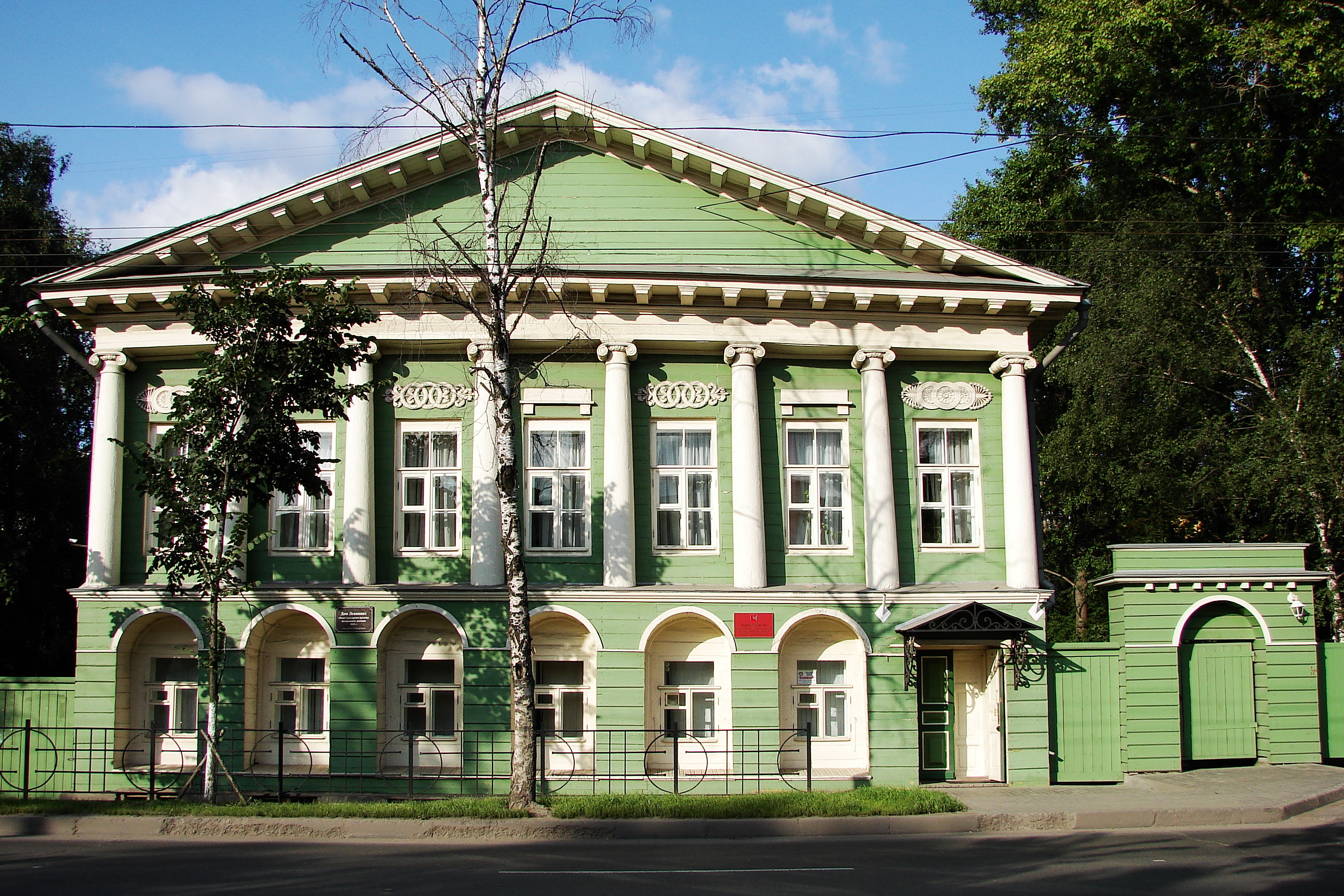
Maison Levachov (1829)
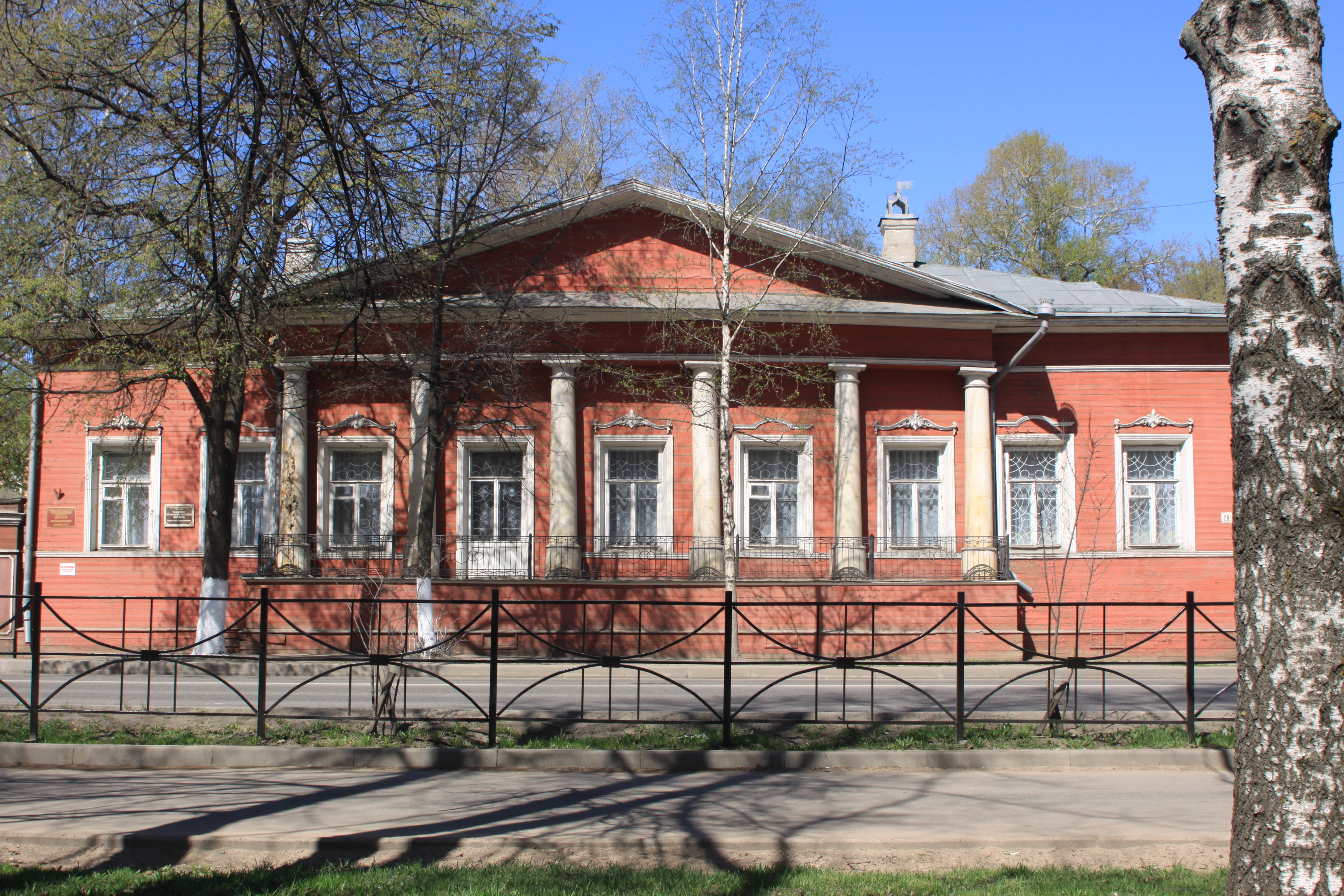
Maison Volkov (1er tiers XIX s.)
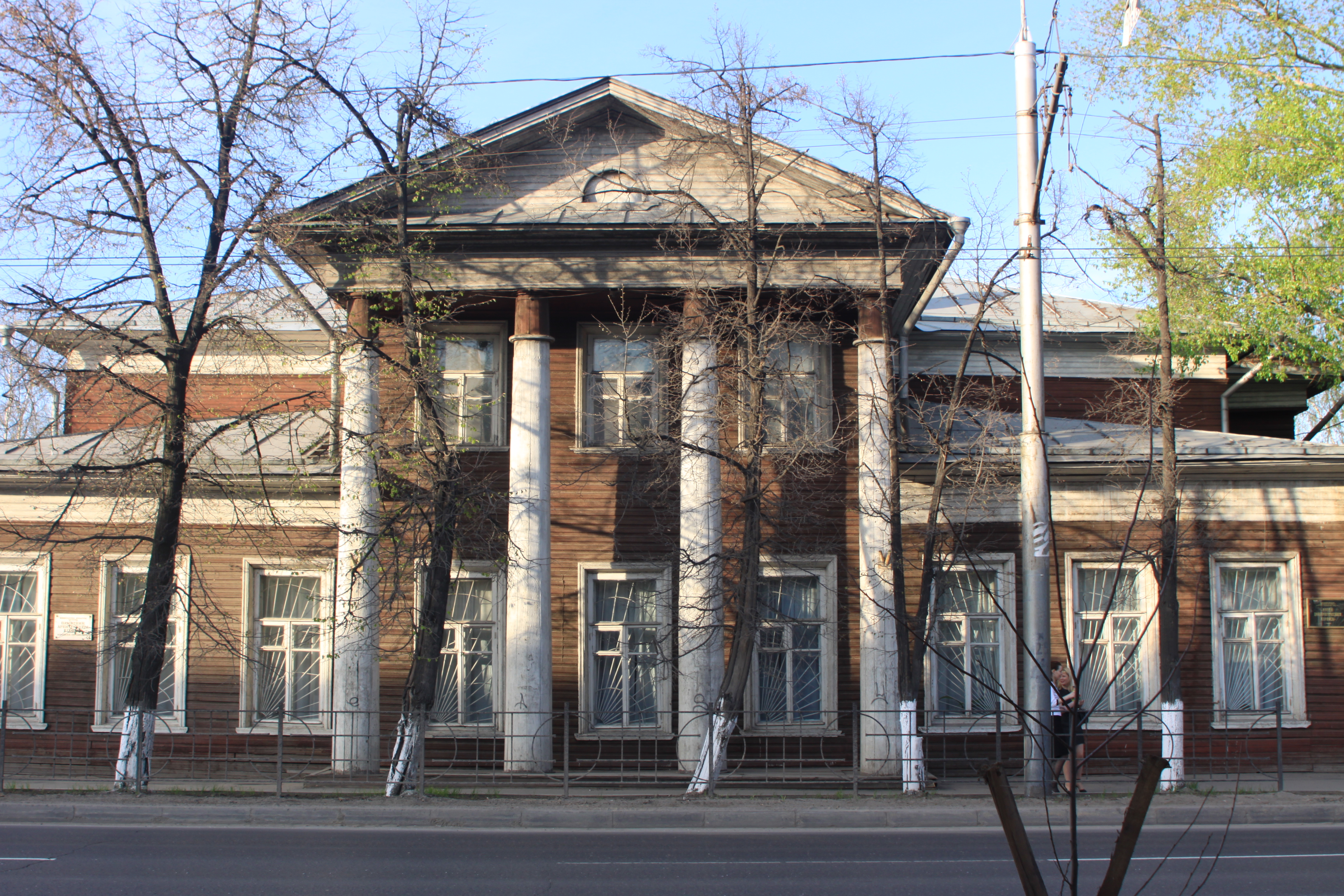
Maison Pouzane-Pouzyrevski (1831-1833.)

#### Maison de marchands
Les maisons de marchands de la première moitié du XIXe siècle n'affichaient pas toujours un portique à fronton. On note par contre la présence de mezzanine et une composition d'ensemble classique grâce à des éléments décoratifs traditionnels. La maison Sokovikov en est un exemple. Cette maison avec son entresol et son porche décoratif dispose déjà d'une division en deux parties partagées par étage suivant le type de maison à appartement appelé « de Vologda ». Les deux niveaux sont reliés par une seule entrée commune qui donne accès aux escaliers.

#### Maisons bourgeoises
La maison bourgeoise est une maison qui se présente la plupart du temps avec un seul niveau et une façade à trois fenêtres. Les fenêtres sont sous un arc en plein cintre, légèrement en profondeur dans la façade avec un tympan parfois garni de rosettes en bois ou d'un encadrement en forme d'éventail. Sur les façades latérales une mezzanine permet d'augmenter considérablement la surface utile du logement sans violer les exigences urbanistiques. Ces maisons disposent ainsi d'une solution utile pour conserver leur unité de surface et de volume.

Exemples de maisons de marchands ou bourgeois à Vologda au XVIII — milieu du XIX s.
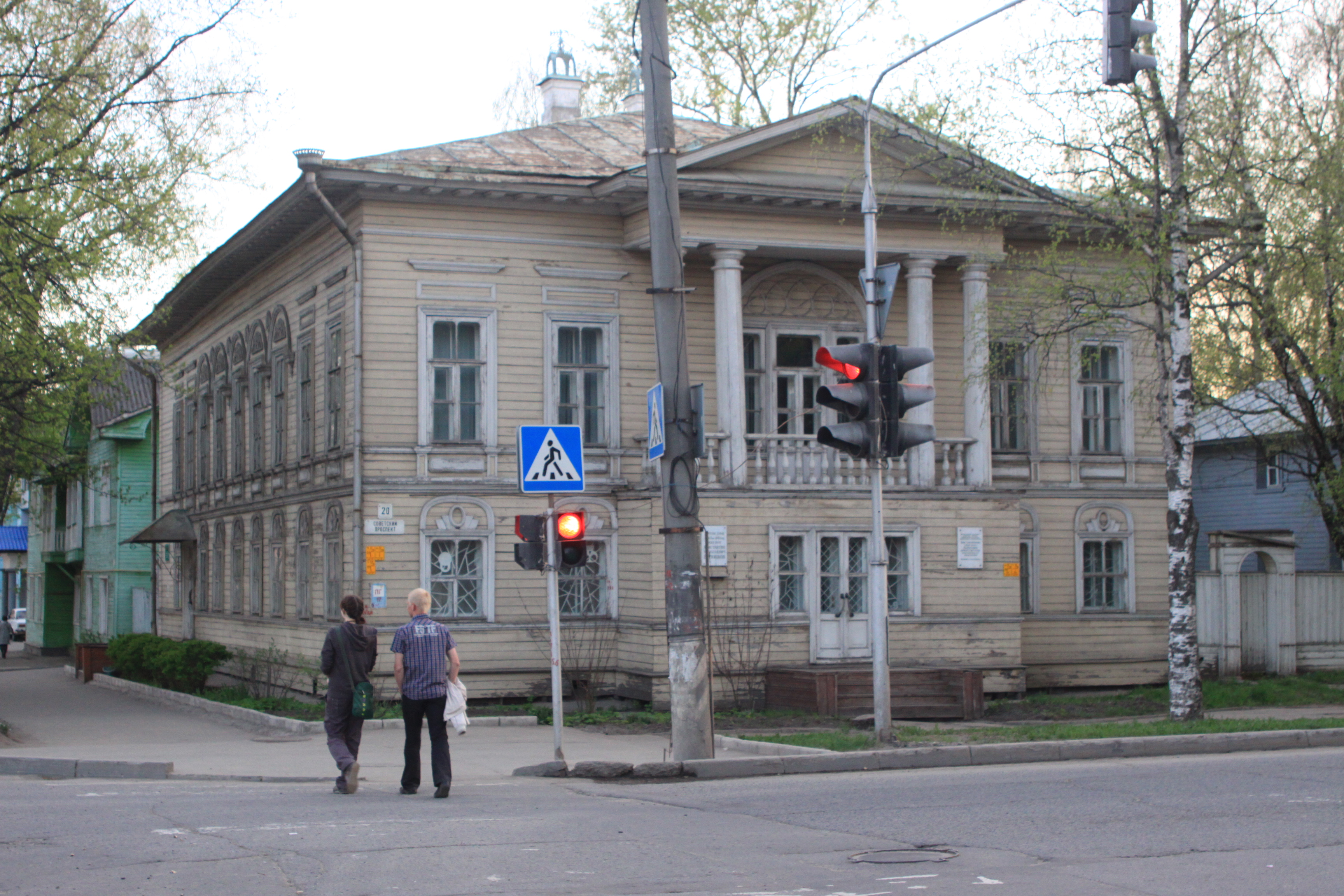
Maison Sokovikov (1840)
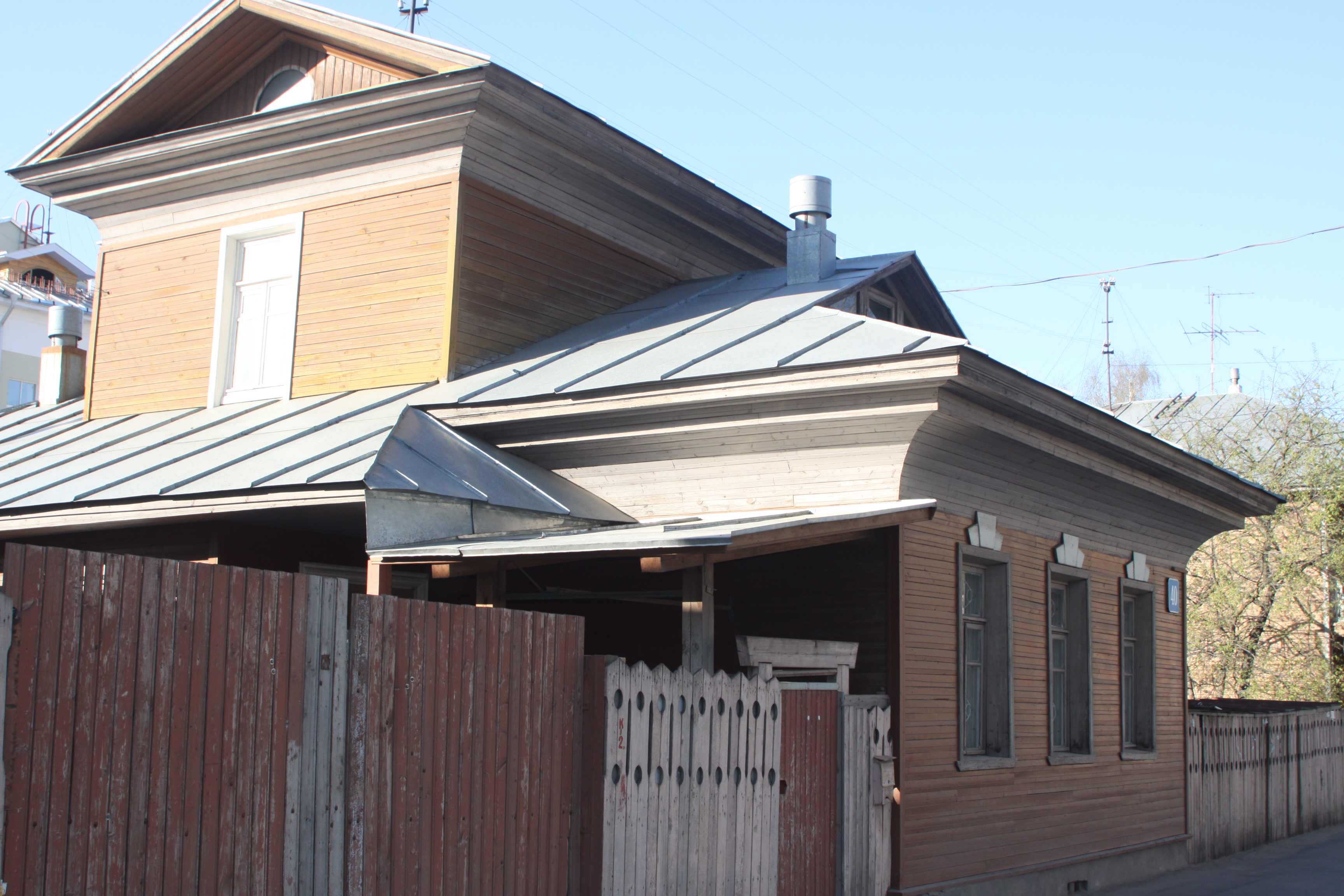
Maison avec mezzanine(1840)
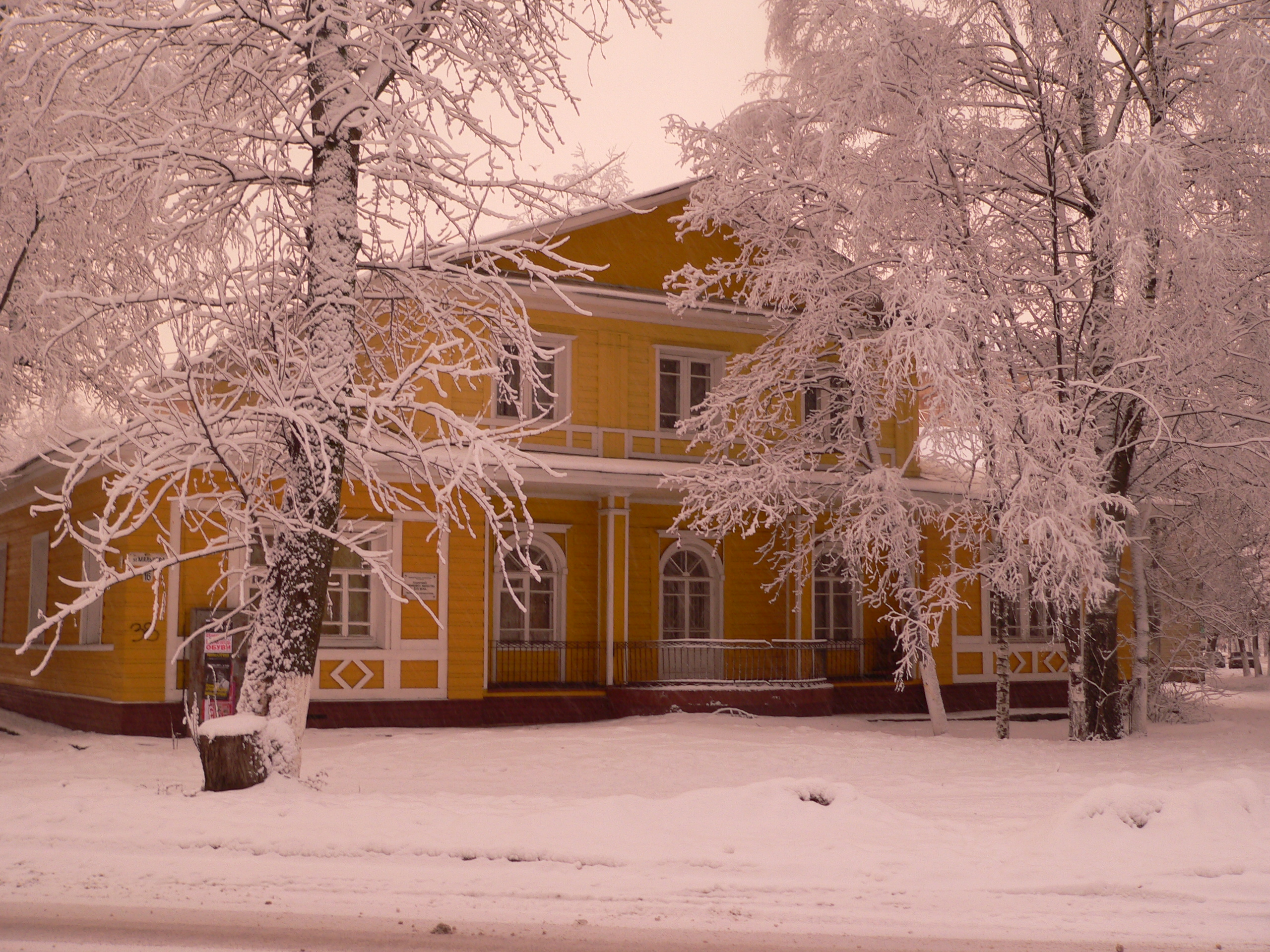
Maison Droujinine (milieu XIX s.)
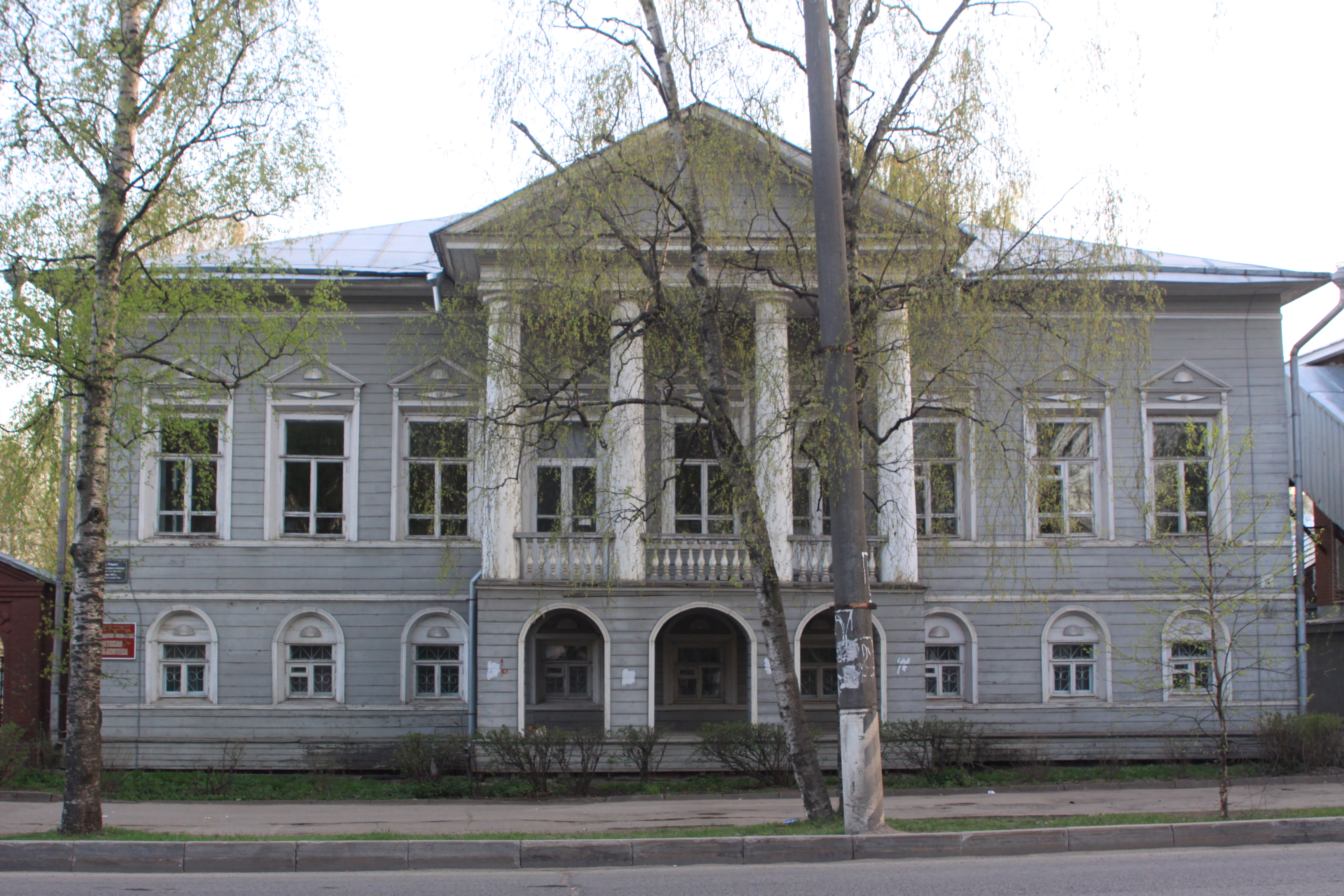
Maison Youchine (milieu XIXe s.)

### Architecture en bois de la seconde moitié duXIXesiècledébut duXXesiècle

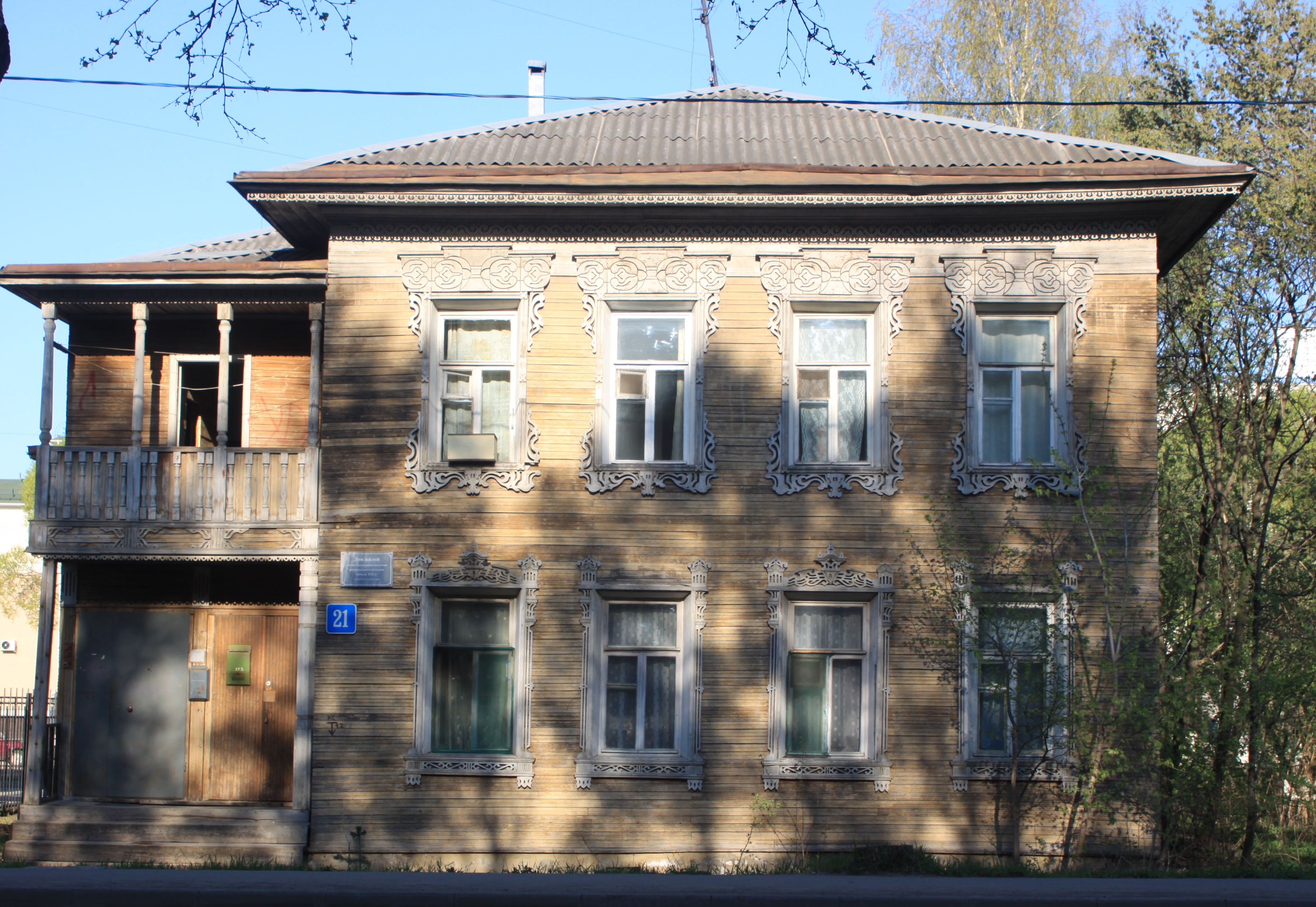
Maison avec balcon et entrée depuis la rue, fin XIX — début XX s.

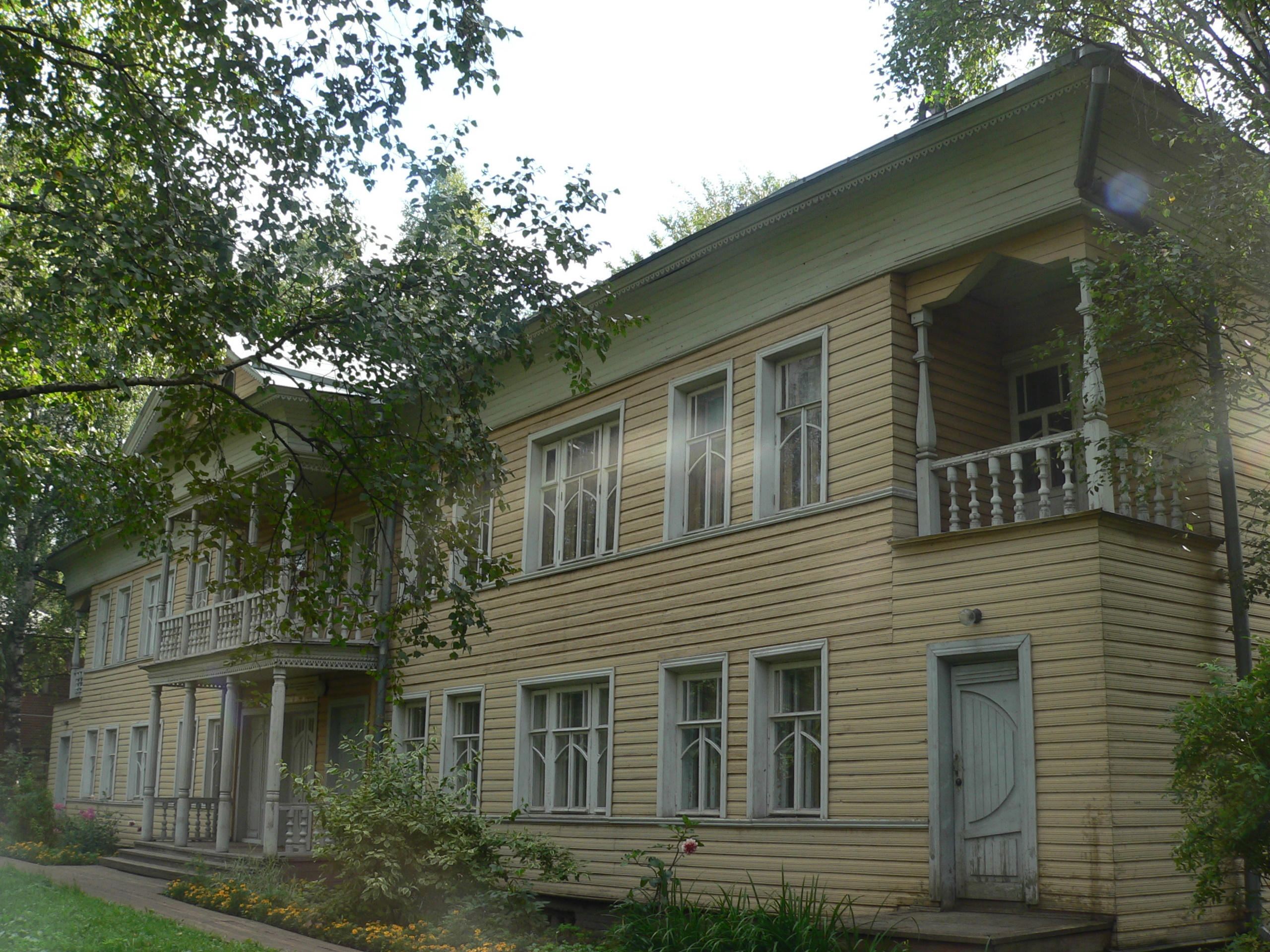
Maison de rapport du marchand Samarine/ début XX e s.

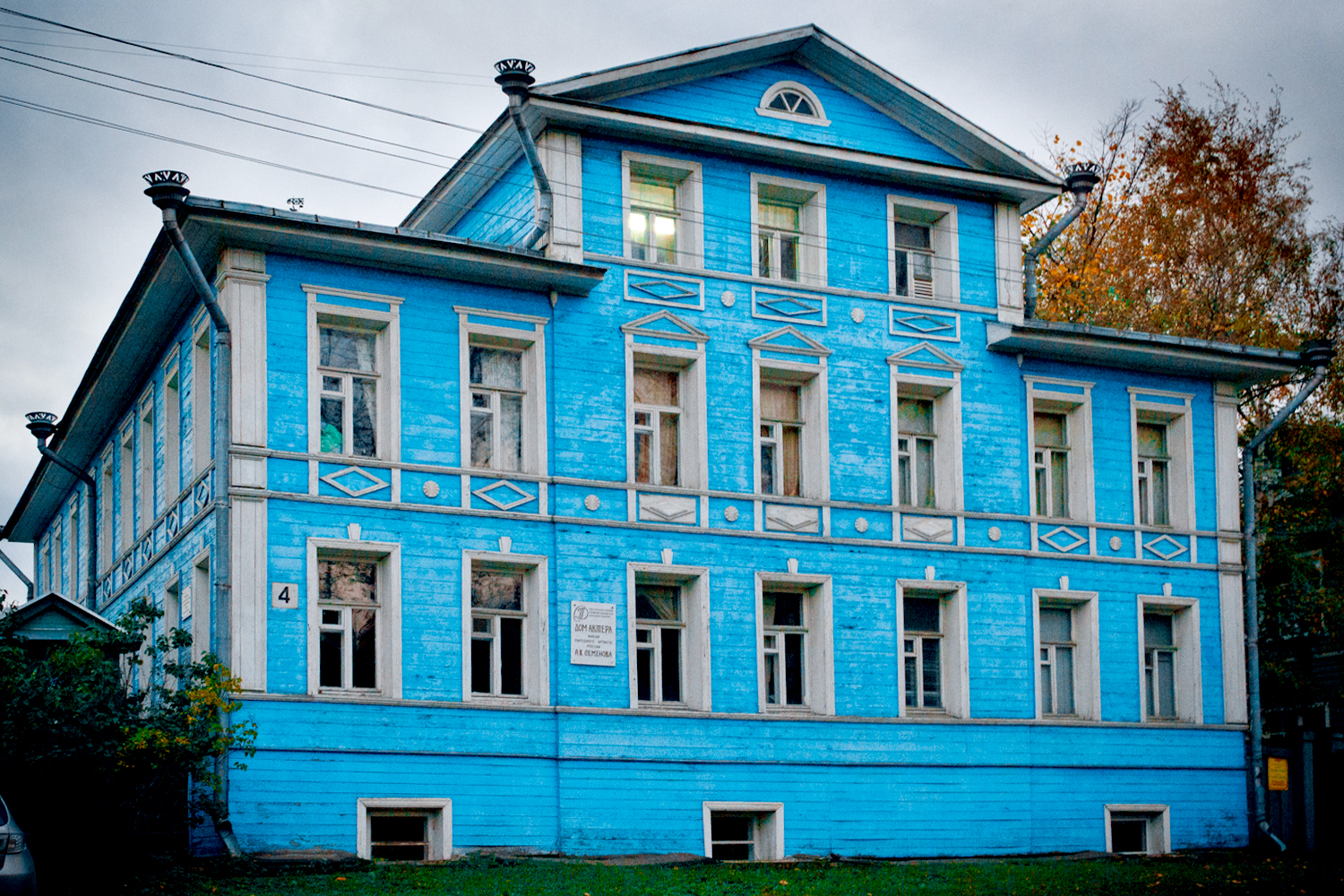
Maison Orlov, seconde moitié du XIXe siècle.

À partir du milieu du XIXe siècle, s'est formée une architecture en bois "type" pour les maisons de Vologda. Il s'agit d'une maison de maître à un étage, de forme proche d'un cube allongé, avec une cour. Deux éléments sont essentiels : le balcon et la loggia, sous lesquels se trouve le perron et l'escalier avec des entrées séparées pour les appartements de l'étage. L'accès à la maison se fait à partir de la rue, à la différence de ce qui se faisait précédemment. En fonction des possibilités et de la taille de la maison, à chaque niveau, on trouve un ou plusieurs appartements. La décoration des corniches, des perrons, des balcons, des chambranles est souvent réalisée en panneaux de bois sculptés.
Pour protéger les maisons de la pluie et de la neige qui tombe des toits, elles sont pourvues de corniches, héritées des anciens systèmes russes en bois. Quand les maisons sont proches les unes des autres, pour éviter la transmission du feu lors d'un incendie, elles sont équipées de murs anti-feu.
| « Vers la fin du XIXe siècle à Vologda comme dans de nombreuses villes de province les particularités locales de l'architecture ont été effacées pour les maisons en pierre. Par contre, pour les maisons en bois de Vologda, construites à la limite du XIXe siècle et du XXe siècle on a conservé clairement leurs traits particuliers. » |

À la fin du XIXe siècle apparaissent à Vologda des maisons de rapport en bois. En général, de telles maisons ont leur volume le long d'une façade principale, avec des balcons au centre ou sur les côtés. Un bel exemple a été conservé à Vologda, avenue de la Victoire (Prospekt Pobeda), 32. Il s'agit de la maison du marchand Samarine.
La période dite Modern voit apparaître à Vologda des maisons, toujours en bois, mais avec de nouvelles techniques et de nouveaux éléments :
la façade sur la rue est élargie; aux angles apparaissent de petites tours ; les fenêtres sont agrandies et font augmenter la hauteur de l'ensemble

### Périodesoviétique

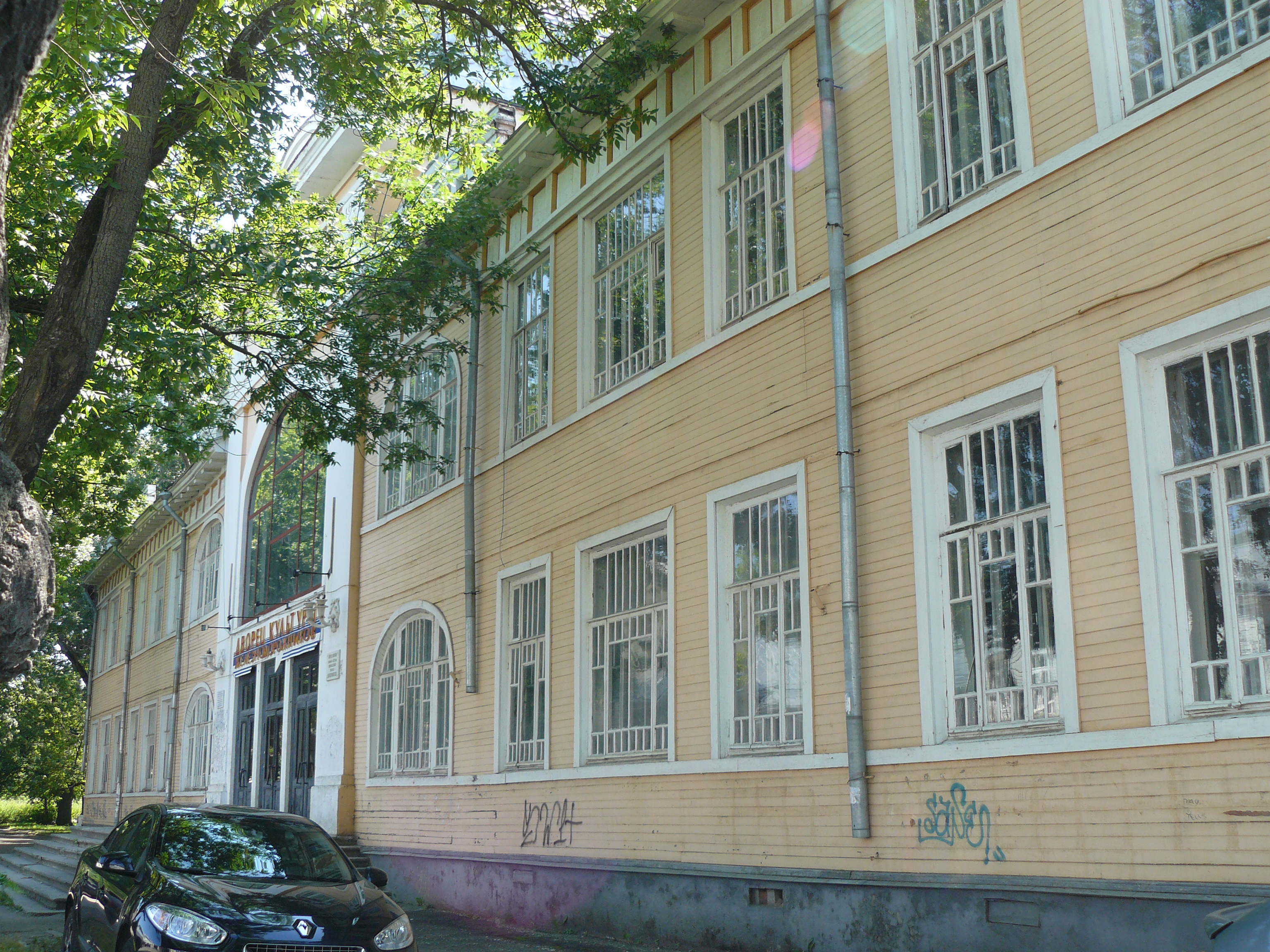
Palais de la culture du chemin de fer à Vologda

Après la révolution de 1917, la construction de maison de maître en bois prend fin. Mais le bois reste jusqu'au milieu du XXe siècle un matériau de base pour la construction. Ainsi le Palais de la culture des cheminots, construit en 1927, reste un monument de style Modern exceptionnel.
Dans les édifices construits dans les années 1930-1940, on trouve encore des traces d'utilisation du bois dans le style du constructivisme russe. Le quartier de Vologda Lnokombinat en est un exemple.

## Éléments structurels et décoration en bois des édifices

### Structure en bois
L'élément de base de la construction des maisons en bois est le rondin.
Ces rondins sont protégés par des madriers pour ne pas rester à l'air libre. Les madriers sont couverts de deux couches d'huile ; c'est ainsi que le bois traité prend au fil du temps une couleur grisâtre. Les maisons sont construites sur un rocher affleurant ou sur des fondations. Pour l'isolation thermique on utilise le plus souvent de l'écorce de bouleau.
La maison en bois quelle que soit la fortune de son propriétaire est construite dans l'esprit du manoir, à la fois ferme et habitation. Les annexes sont installées dans la cour et
le reste de la propriété consiste en un jardin potager et un jardin d'agrément.
Les maîtres de Vologda construisent leur maison en pensant à sa beauté. Ils ne cherchent pas tant cette beauté dans la décoration de la façade , mais plutôt dans l'harmonie et l'élégance des proportions.

### Décoration
Pour la décoration, on utilise autour des chambranles des fenêtres des sculptures complexes de style modern. Ce style apparaît également sur les balcons prenant la forme de fleurs, de fruits et de silhouettes d'animaux.
Les angles des façades sont également décorés de motifs plats découpés dans le bois, entourés d'un cadre:
|                                                                  |  |                                   |  |                                                                           |
| Différents types de décoration d'embrasures, Rue Zossimovski, 21 |  | Angle de façade rue Lermontov, 29 |  | Décoration de balcons et de toitures. Maison Vorobiov, rue Zassodimski 14 |

La préférence est toujours données dans la décoration des maisons de Vologda aux profils réalisés sous forme de sculpture sur bois. Ils servent à décorer les corniches, les porches, les balcons, les attiques et parfois des frontons décoratifs. Les exceptions à ce système décoratif sont rares et consistent en sculptures lourdes et de grande taille que l'on retrouve souvent sur les portes. A. А. Rybakov décrit ainsi ce style décoratif de Vologda :
« Dans l'art de la sculpture en bois, les maîtres de Vologda ont réalisé de beaux exemples de décorations de corniches et de balcons. Certaines frises sculptées ressemblent vraiment à des bandes de dentelles ajourées. Ce flux artistique de maîtres d'un art populaire plein de fantaisie apparaît comme une réaction aux canons architecturaux du classicisme. »
Les fenêtres du rez-de-chaussée sont souvent surmontées d'un demi-cercle, tandis que celles du premier sont de formes rectangulaires. Dans les demi-cercles sont souvent ajoutées une décoration de rosettes ou des couronnes stylisées.
|                                                                            |  | Мезонин деревянного дома в Вологде                            |  |                                                                                                  |
| Niches, rosettes sur trois fenêtres en forme d'éventail. Oulitsa Gogol, 96 |  | Mezzanine dans le "style art nouveau". Rue Tchernychevski, 15 |  | Porte d'entrée et porche dans le "style modern". Maison Boutyrine (Blagovechenskaïa oulitsa, 22) |

### Palissades sculptées

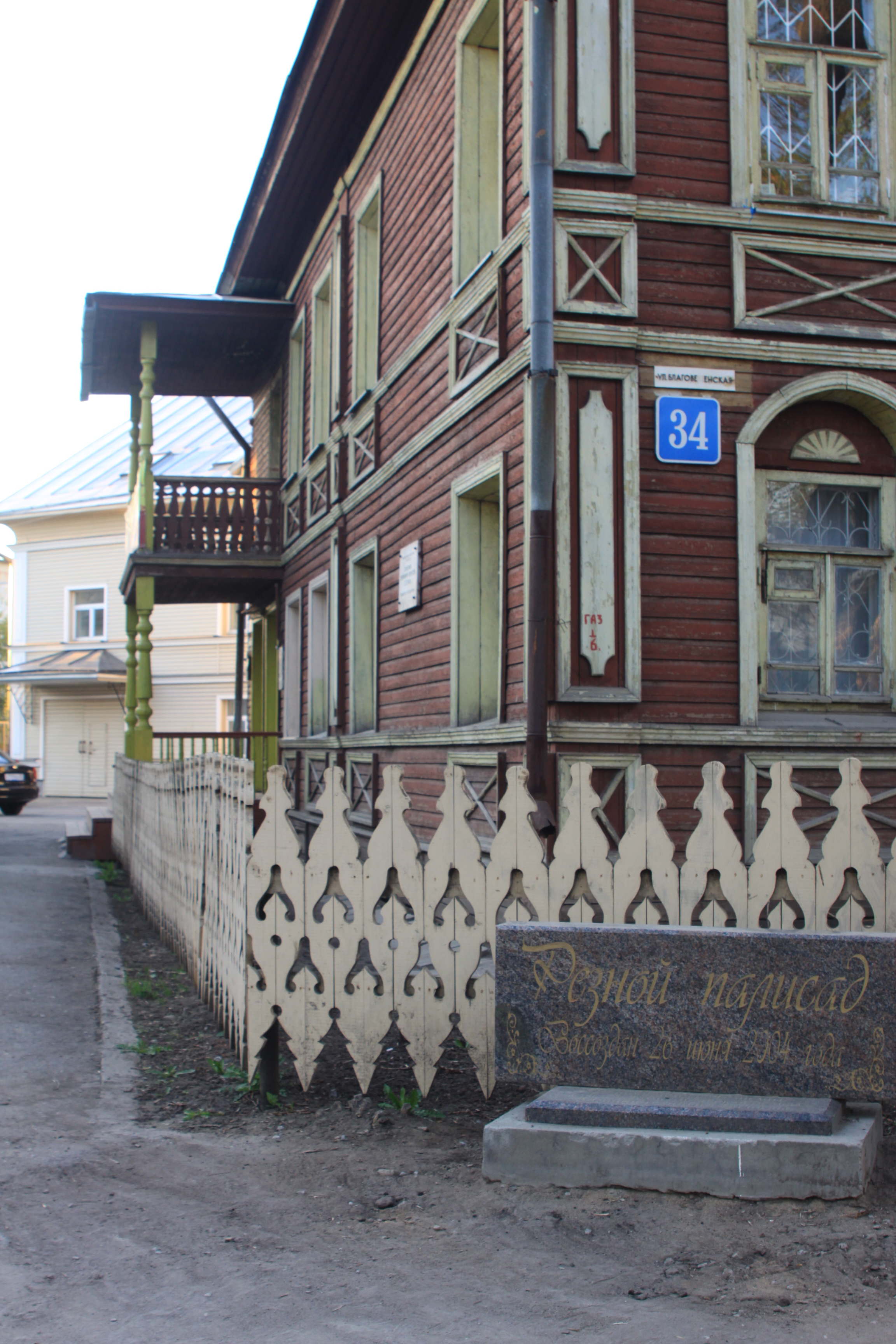
Palissade sculptée à Vologda

Les palissades séparent le terrain entourant la maison de la rue en longeant le jardin ou les façades. Des plantes ornementales, des buissons, des arbustes s'appuient sur les planchettes et décorent celles-ci. La palissade n'est pas un élément typique de Vologda mais elles sont nombreuses jusqu'aux années 1960-1980. L'élargissement des rues en a fait disparaître une bonne partie depuis lors.

### Portes en bois
Les maisons en bois de Vologda possédaient un jardin potager dans leur cour auquel l'accès était protégé par une porte à double vantaux. Un de ceux-ci était percé d'une ouverture plus petite pour les piétons alors que les deux vantaux ouverts permettaient un passage plus large de type charretier.

## État actuel et problèmes de conservation
Sur les 115 villes historiques de Russie, 16 seulement possèdent des édifices de valeur architecturale en bois. À côté de Vologda, on retrouve la ville de Tomsk et dans une moindre mesure celle d'Arzamas,.
Depuis le début des années 1970, Vologda est inscrite dans la « Liste des villes historiques de Russie » et le centre national chargé de la restauration de ces villes se consacre à sa préservation et à sa restauration. À la fin des années 1980, un nouveau projet est adopté, délimitant la zone de protection des maisons en bois. Le 26 juin 2009, est approuvé un Règlement d'utilisation du sol et du développement qui comprend les zones sur lesquelles sont conservés les monuments d'histoire et de culture.

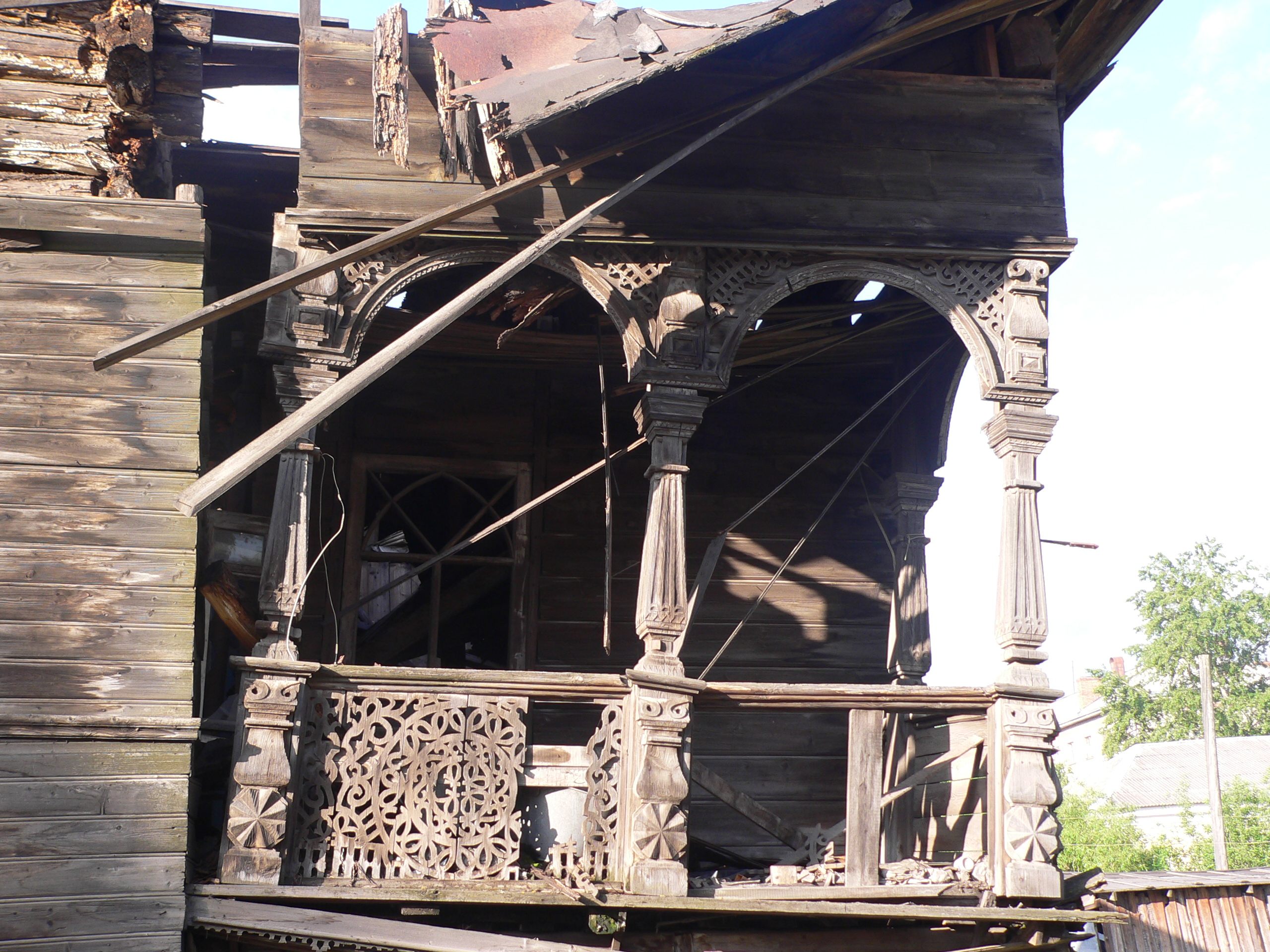
Balcon de maison à Vologda

Les pouvoirs publics ont créé une liste des  édifices architecturaux en bois de Vologda (ru) comprenant à l'origine 105 maisons. Durant les années 1990 et 2000, de nombreux monuments ont été démolis ou endommagés en dépit des lois qui les protègent. Pour l'année 2005, sur les 105 édifices protégés 25 ont été complètement détruits, 4 ont subi des dégâts importants, 4 se sont retrouvés dans un état précaire et 10 ont subi des transformations non règlementaires. 26 édifices enfin ont été restaurés dans les normes.
En 2010, la liste des édifices architecturaux en bois de Vologda comprend 155 bâtiments protégés. La situation à Vologda et dans d'autres villes est préoccupante du fait que beaucoup de maisons nécessitant des réparations majeures ne sont plus réparables.
Il ne s'agit d'ailleurs pas seulement de maisons individuelles, mais d'ensembles d'éléments historiques qui font partie de la ville de Vologda : le paysage naturel, la répartition des différents espaces urbains, les couleurs utilisées, les matériaux utilisés, le style, l'échelle ou dimension des différents bâtiments
En dépit de la protection légale par l'État, l'intégrité du patrimoine historique n'est pas respectée et les dégâts continuent à se produire. Dans les années 1990 et 2000, le centre-ville a été sensiblement modifié dans un style architectural dit de l' «historisme» ou éclectique. De nombreux projets sont des imitations faites en briques recouvertes de matériaux similaires à ceux historiques en bois pour créer une ressemblance superficielle avec celle du monument perdu. Il faut remarquer que les termes façadisme et bruxellisation sont passés dans la langue russe par une simple transcription des mots français en caractères cyrilliques, avec une signification identique de destruction du tissu urbain de villes anciennes ou d'imitation de bâtiments anciens par la conservation de leur seule façade (en russe : Брюсселизация et Фасадизм).

## Architecture en bois de Vologda dans la culture populaire
L'architecture en bois de Vologda était connue dans toute l'URSS et en 1976 la chanson
« Vologda » y fut pour beaucoup.
Plusieurs maisons en bois de Vologda sont représentées dans le film Le Petit démon — la maison Vakhrameïev (rue Gogol, 53а), la maison Vorobiov (rue Zassodimskov (Vologda), 14) et la maison Kolesnikov (rue Kirov, 15).